# Монарх-довгохвіст іржастий
Монарх-довгохвіст іржастий (Terpsiphone rufiventer) — вид горобцеподібних птахів родини монархових (Monarchidae). Мешкає в Західній і Центральній Африці. Виділяють низку підвидів.

## Опис
Довжина самців становить 17 см, не враховуючи довгий хвіст, видовжені центральні пера якого майже вдвічі перевищують довжину самого птаха. Забарвлення самця існує в кількох морфах. У представників найбільш поширеної морфи голова чорна, решта тіла рудувато-коричнева, за винятком помітної чорної смуги на крилах. Існує також морфа, у представників якої оперення замість рудувато-коричневого має біле забарвлення. У представників деяких підвидів центральні стернові пера є чорними. Самиці мають тьмяніше забарвлення, хвіст у них коротший. Молоді птахи мають рівномірно коричневе забарвлення.

## Підвиди
Виділяють десять підвидів:
- T. r. rufiventer (Swainson, 1837) — Сенегал, Гамбія, захід Гвінеї-Бісау;
- T. r. nigriceps (Hartlaub, 1855) — від Сьєрра-Леоне і Гвінеї до Того і південно-західного Беніну;
- T. r. fagani (Bannerman, 1921) — Бенін і південний захід Нігерії;
- T. r. tricolor (Fraser, 1843) — острів Біоко;
- T. r. neumanni Stresemann, 1924 — від південно-східної Нігерії до північної Анголи;
- T. r. schubotzi (Reichenow, 1911) — південно-східний Камерун і південний захід ЦАР;
- T. r. mayombe (Chapin, 1932) — Республіка Конго і захід ДР Конго;
- T. r. somereni Chapin, 1948 — західна і південна Уганда;
- T. r. emini Reichenow, 1893 — південна Уганда, західна Кенія і північно-західна Танзанія;
- T. r. ignea (Reichenow, 1901) — схід ЦАР, ДР Конго, північно-східна Ангола і північно-західна Замбія.

Анобонський монарх-довгохвіст раніше вважався підвидом іржастого монарха-довгохвоста, однак був визнаний окремим підвидом.

## Поширення і екологія
Іржасті монархи-довгохвости мешкають в Сенегалі, Гамбії, Гвінеї-Бісау, Гвінеї, Малі, Сьєрра-Леоне, Ліберії, Кот-д'Івуарі, Гані, Того, Беніні, Нігерії, Камеруні, Центральноафриканській Республіці, Екваторіальній Гвінеї, Габоні, Республіці Конго, Демократичній Республіці Конго, Уганді, Кенії, Танзанії, Анголі і Замбії. Вони живуть у вологих рівнинних і гірських тропічних лісах, в сухих тропічних лісах, галерейних лісах, мангрових заростях, в рідколіссях і саванах, на плантаціях і в садах. Зустрічаються на висоті до 1800 м над рівнем моря.